# 海兰街道
海兰街道，是中华人民共和国黑龙江省黑河市爱辉区下辖的一个乡镇级行政单位。

## 行政区划
海兰街道下辖以下地区：
鹿源春社区和温馨社区。